# Isabelle Le Callennec
Isabelle Le Callennec (ur. 14 października 1966 w Nantes) – francuska polityk i ekonomistka, deputowana krajowa, posłanka do Parlamentu Europejskiego X kadencji.

## Życiorys
Absolwentka wyższej szkoły handlowej Sup de Co Amiens (1989), studiowała później w paryskiej szkole komunikacji i dziennikarstwa CELSA, wchodzącej w skład Université Paris Sorbonne. Początkowo pracowała w prywatnym przedsiębiorstwie audiowizualnym. Od 1993 była bliską współpracowniczką Pierre'a Méhaignerie, m.in. szefową jego gabinetu politycznego (jako ministra) i asystentką poselską.
W pierwszej połowie lat 90. dołączyła do Centrum Demokratów Społecznych, wchodzącego w skład Unii na rzecz Demokracji Francuskiej. W 2002 przeszła do Unii na rzecz Ruchu Ludowego. W 2008 po raz pierwszy objęła funkcje w samorządzie – została radną miejską w Vitré i radną departamentu Ille-et-Vilaine. W 2012 wystartowała w wyborach parlamentarnych z okręgu, z którego uprzednio przez wiele lat posłował Pierre Méhaignerie. Uzyskała w wyniku głosowania mandat deputowanej do Zgromadzenia Narodowego XIV kadencji.
W 2014 powołana na rzecznika prasowego UMP. W grudniu 2015 wybrana na wiceprzewodniczącą partii Republikanie, powstałej w wyniku przekształcenia jej dotychczasowego ugrupowania. Pełniła tę funkcję do 2017. W 2020 została nowym merem Vitré. Rok później uzyskała mandat radnej regionu Bretania (ubiegała się też bezskutecznie o prezydenturę regionu). W 2024 została wybrana w skład Europarlamentu X kadencji.